# Alain Vander Elst
Alain Vander Elst (Elsene, 3 februari 1965) is een Belgisch politicus die actief was voor de MR.

## Biografie
Vander Elst volgde een opleiding tot schrijnwerker-meubelmaker en kwam in 1996 aan het hoofd van zijn eigen elektriciteitsinstallatiebedrijf. Sinds 2012 leidt hij tevens een lampenproductiebedrijf. 
Hij werd politiek actief voor de Franstalige liberalen en was van 1997 tot 2000 voorzitter van de jongerenafdeling van de toenmalige PRL in Evere. Voor de PRL en daarna de MR zetelde hij vervolgens van 2001 tot 2006 in de OCMW-raad van Evere en van 2006 tot 2024 was hij er gemeenteraadslid. Hij was er van 2006 tot 2012 schepen voor werkgelegenheid en economische ontwikkeling en daarna vanaf 2012 fractieleider van de MR in de gemeenteraad van Evere. Ook werd hij voorzitter van de plaatselijke MR-afdeling.
In november 2022 werd Vander Elst lid van het Brussels Hoofdstedelijk Parlement in opvolging van Alexia Bertrand, die staatssecretaris werd in de federale regering-De Croo. Hij bleef er zetelen tot in juni 2024.
In maart 2024 kondigde Vander Elst aan dat hij de politiek verliet en zich niet meer kandidaat zou stellen bij de Brusselse gewestverkiezingen van juni 2024 en de gemeenteraadsverkiezingen van oktober dat jaar. Ook verliet hij de MR, omdat hij zich niet genoeg gesteund voelde door de partij.